# Крокуючий до пекла (Цілком таємно)
Крокуючий до пекла (англ. Hellbound) — 8-й епізод дев'ятого сезону серіалу «Цілком таємно». Епізод не належить до «міфології серіалу» — це «монстр тижня». Прем'єра в мережі «Фокс» відбулася 27 січня 2002 року.
У США серія отримала рейтинг Нільсена, рівний 5.1, це означає — в день виходу її подивилися 7.8 мільйона глядачів.

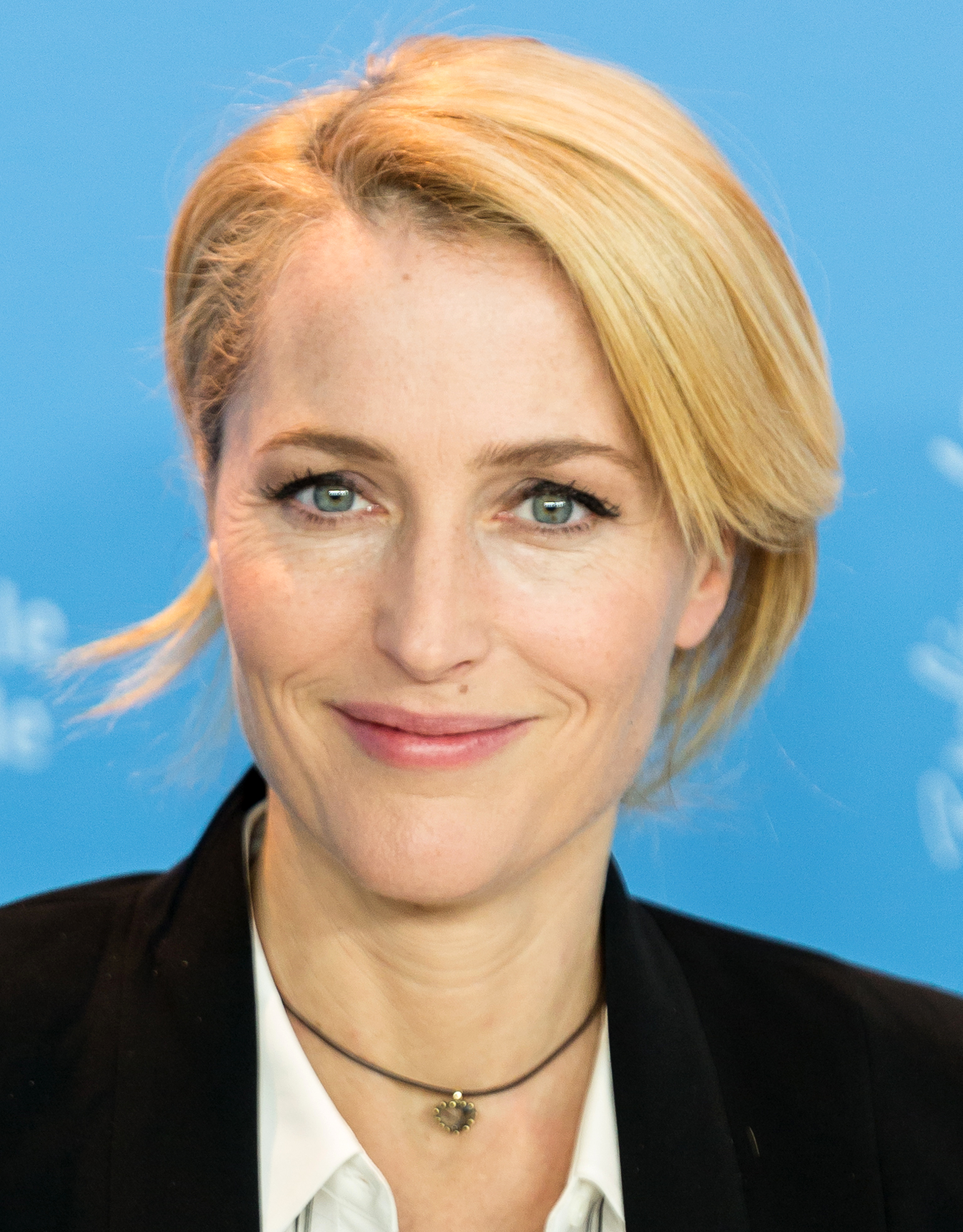

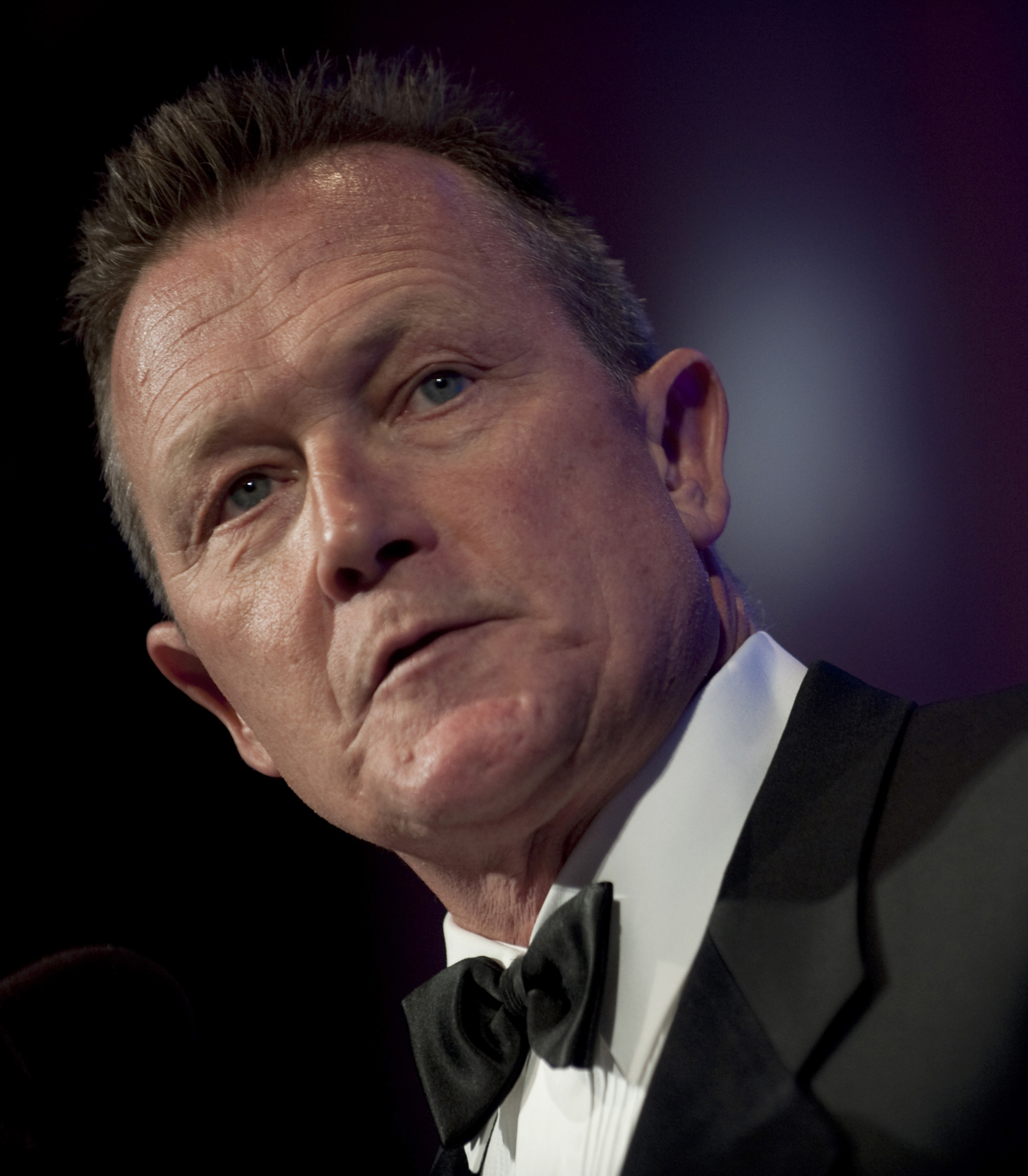

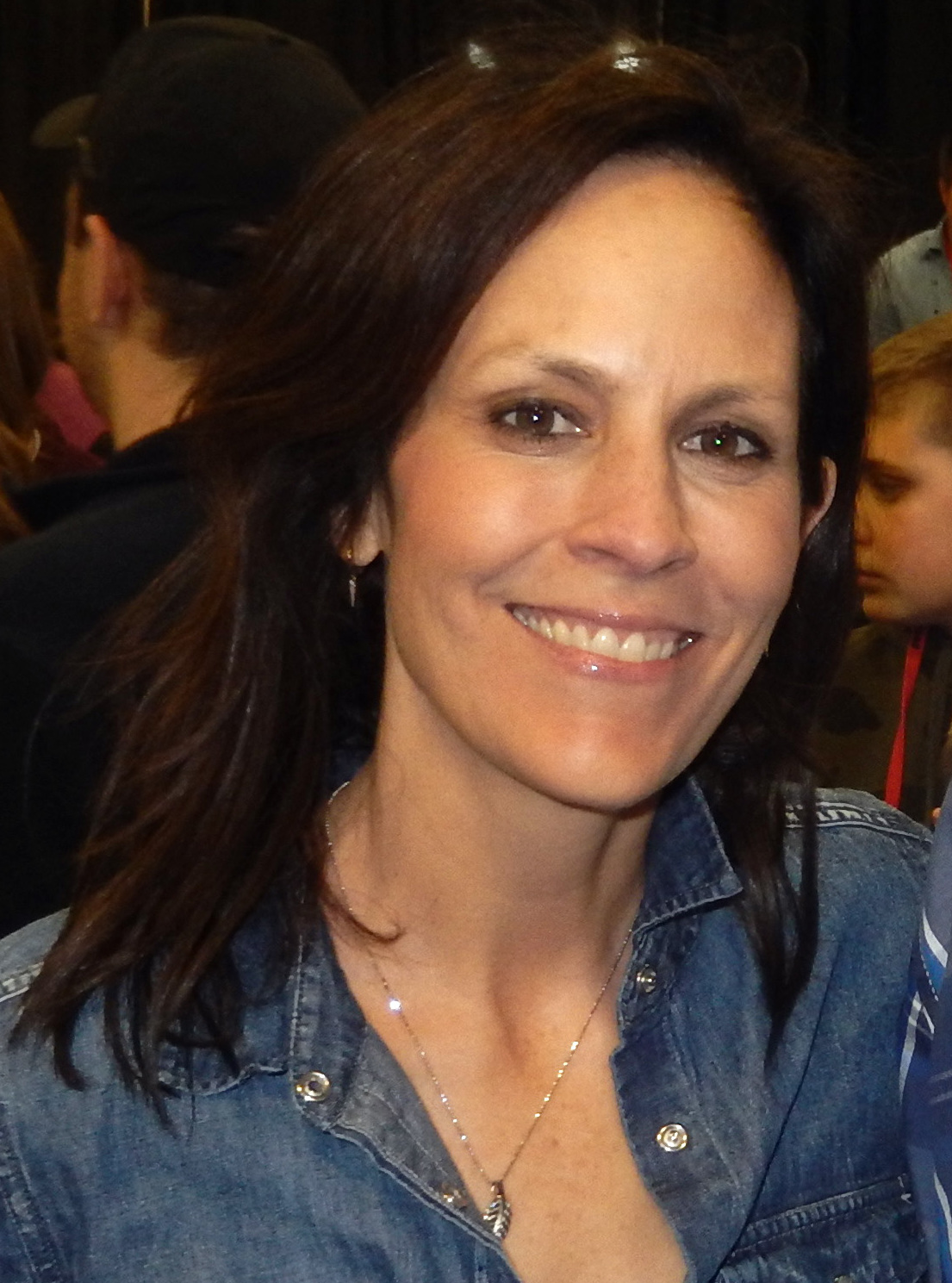

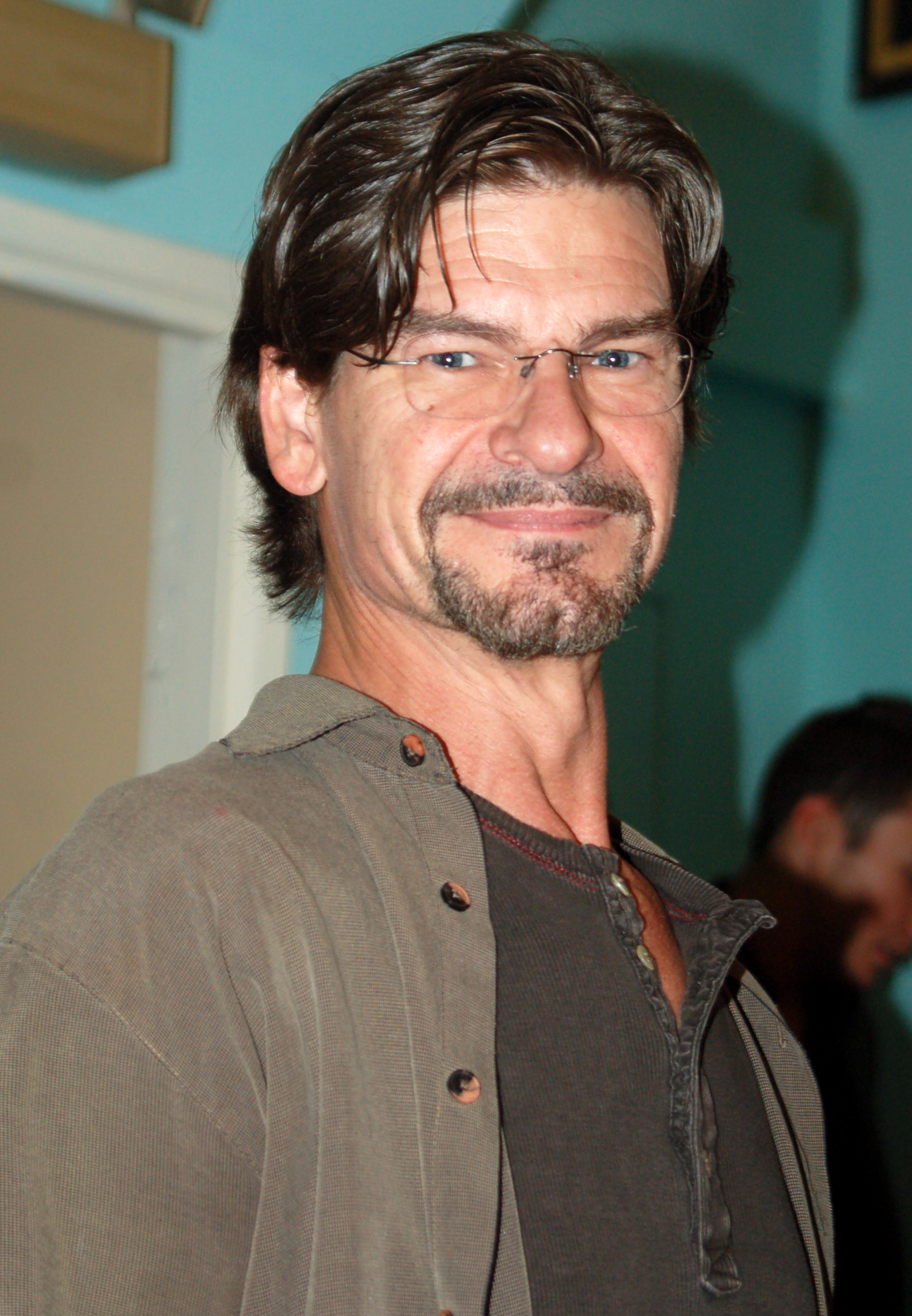

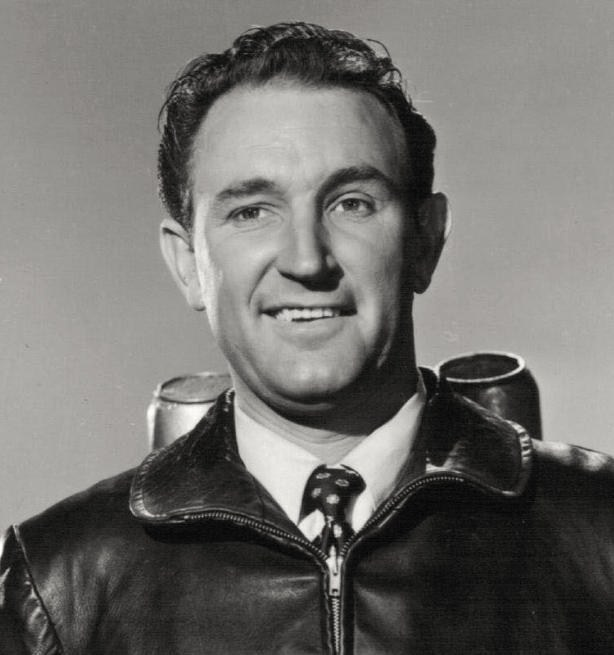

Рейєс веде розслідування секретних матеріалів навколо людини, з якої зняли шкіру живцем. Вона дізнається, що він мав бачення власної смерті, і викликає Скаллі на допомогу в розслідуванні.

## Зміст
Істина поза межами досяжного
У Нові (штат Вірджинія) в Першій церкві Голгофи група колишніх ув'язнених на чолі з доктором Лізою Голланд зустрічаються та обговорюють спокутування своїх гріхів. Террі Прюйт розповідає іншим, що, викривши групу, він загладив своє минуле. Однак інший учасник, Ед, каже йому, що люди не здатні змінитися і їм обидвом дорога в пекло. Друг Еда, Віктор Поттс, розповідає Голланд, що йому сняться кошмари, коли з людей знімають шкіру живцем. При виході з церкви він бачить, ніби оббілованого Еда.
Через кілька годин Віктора Дейла вбивають. Моніка Рейєс запрощує Доггетта і Скаллі, щоб оглянути оббіловане тіло Поттса. Рейєс пояснює, що, оскільки Поттс передчував власну смерть, справа є файлами X. Рейєс і Доггетт прибувають до Нові й розмовляють із детективом Ван Алленом, який, здається, відчуває апатію щодо цієї справи. Докторка Голланд оповідає як намагається допомогти цим «загубленим душам».
Тим часом на розділці туш Террі та Ед сваряться. У Террі з'явилося бачення — подібне до Вікторового — у якому Еда оббілували заживо. Тієї ночі на нього напали і жорстоко зняли шкіру.
У той же час Скаллі зв'язується з доктором Бертрамом Мюллером, колишнім судмедекспертом, який у 1960-х роках зробив розтин кількох тіл, з яких було знято шкіру, подібно до Поттса. Мюллер розповідає Скаллі, що шериф на той момент не звертав особливої уваги щодо справи, наголошуючи, що жертва була волоцюгою, а потім випадково пустив собі кулю в лоба. А також Мюллер зазначає — в 1960-х була серія вбивств.
Рейєс і Доггетт отримують звістку про напад Террі і прибувають до місцевого м'ясокомбінату, де знаходять його зв'язаним серед свиней. Оглядаючи місце злочину, Доггетт виявляє, що Террі все ще живий. Террі слабо вимовляє ім'я Еда. Доггетт і місцева поліція заарештовують Еда, який стверджує, що він невинний. Рейєс вірить йому і визнає, що і їй теж бачаться подібні видіння. Ед звільняється, але не раніше, ніж у нього бачення, в якому з докторки Голланд знімають шкіру.
Скаллі виявляє низку дивних збігів зі справами попередніх років. Доггетт, діючи за наполяганням Рейєс, що Ед у небезпеці, заставляє поставити спостереження за його будинком. Проте з Еда знімають шкіру, незважаючи на спроби Доггетта захистити його.
Рейєс зізнається Доггетту, що у неї спалахи тих самих передчуттів, які відчувають жертви. Вона розповідає Доггетту, що рот Еда був заткнутий ганчіркою, покритою вугільним пилом з шахти, хоча вона ніколи не бачила його тіла. Також оповідає — жертви народилися в день смерті попередніх жертв. Рейєс і Доггетт прямують до вугільної копальні, з якої, на їхню думку, походить пил. Доггетт знаходить скелет шерифа, який убив себе в 1909 році.
Рейєс знаходить вирізки з газет, які пояснюють історію: у 1868 році група з чотирьох шахтарів вбила людину. З тих пір душі вбивць кілька разів перевтілювалися, але з них жорстоко здерла шкіру душа жертви. У кожному випадку месник є працівником правосуддя.
Незабаром Рейєс натикається на зібрану шкіру жертв, але на неї нападає Ван Аллен. Доггетт зрештою знаходить її неушкодженою. Рейєс пояснює Доггетту, що Ван Аллен мститься за власне вбивство і що всі вбивства, пов'язані зі справою, були групою — по чотири людини. Рейєс вважає, що Ван Аллен щоразу покінчує з життям, щоб відновити серію вбивств. Рейєс несамовито телефонує Голланд, повідомляючи їй, що вона четверта жертва. Ван Аллен прибуває до церкви, але його зупиняє Рейєс. Пізніше Рейєс роздумовує зі Скаллі, що в минулому вона завжди не могла зупинити дух Ван Аллена. Однак у цьому житті їй вдалося досягти успіху.
Ван Аллен помирає, а потім перевтілюється в новонароджену дитину.

## Зйомки
Сценарій «Крокуючого» написав продюсер Девід Аманн, а режисером був Кім Меннерс. Цей епізод був шостим у Аманна, написаним для серіалу, після серій шостого сезону «Мова ніжності» та «Аква Мала», сьомого сезону «Натиск» і «Химера», а також восьмого сезону «Заклинання». У цьому епізоді Френк Спотніц був зацікавлений в перенесенні персонажа Аннабет Гіш у «темнішу царину». Він пізніше пояснив, що епізод — який стосується тем «реінкарнації та ідеї кармічної справедливості» — обертався навколо того, що Рейєс запитувала, чи була вона «хорошою людиною чи поганою? Вона боролася зі злом, чи дозволила злу статися?»  Було відзначено, що сюжет епізоду схожий на міфологію, що оточує бога землеробства ацтеків Шіпе-Тотека. У ацтекській міфології Шіпе-Тотек часто зображується в здертій шкірі людини, зазвичай зі звисаючою шкірою рук із зап'ясть.
Виробничій бригаді було доручено побудувати холодильний корпус розміром зі склад для сцен бойні. Бригада орендувала старий молочний завод і облаштувала його 300 забитими свинями, доповненими ще 200 гумовими. Оббіловані людські тіла в епізоді були створені шляхом напилення на манекен шарів латексу. Потім шари зняли. Візажисти взяли «злущену шкіру» і розмістили її на інших манекенах, які були розроблені, щоб нагадувати акторів. За словами Гурвіца і Ноулі в книзі «Повні файли X», ефекти були «рівнем деталізації та витонченості, яких раніше не було на телебаченні». Гримувальники працювали швидко; відповідно до Робера Патріка, команда «буквально пропрацювала 36-годинний робочий день, щоб досягти деяких ефектів». Штучна шкіра була створена, щоб виглядала «вологою», і складалася з понад 200 протезів. Потім на шкіру накладали фальшиві вени. Начальник відділу макіяжу Чері Монтесанто-Медкалф пізніше стверджувала, що "сім гримерів працювали по сім годин на кожній людині (протягом) десяти днів

## Показ і відгуки
«Hellbound» транслювався в США у мережі «Fox» 27 січня 2002 року, і вперше був показаний у Великій Британії на «BBC One» 5 січня 2003-го. Початкову трансляцію епізоду переглянули приблизно 5,4 мільйона сімей, і 7,7 мільйонів глядачів. «Hellbound» отримав рейтинг Нільсена у 5,1, що означає — його бачили 5,1 % домогосподарств країни.
«Hellbound» отримав в цілому позитивні відгуки критиків. Джессіка Морган з «Телебачення без жалю» присудила епізоду оцінку «B». Роберт Ширман і Ларс Пірсон у книзі «Хочемо вірити: критичний посібник з Цілком таємно, Мілленіуму і Самотніх стрільців» оцінили епізод в 4 зірки з п'яти. Вони позитивно написали про сюжет запису, порівнявши його з епізодом першого сезону «Вузький» та четвертим сезоном «Поле, на якому я помер» та назвали текст «приємно тонким». Вони похвалили дещо неправильний напрямок Амана. Ширман і Пірсон також високо оцінили ефекти епізоду, назвавши тіла без шкіри «найвищим моментом торгівлі кров'ю в серіалі». М. А. Кренг у книзі «Заперечуючи правду: перегляд „Секретних матеріалів“ після 11 вересня» назвав цей епізод «несподівано цікавим» і похвалив спроби сценарію пролити більше світла на характер Рейєс.

## Знімалися
| Актор              | Роль           |
| ------------------ | -------------- |
| Роберт Патрік      | Джон Доггетт   |
| Джилліан Андерсон  | Дейна Скаллі   |
| Аннабет Гіш        | Моніка Рейєс   |
| Дон Свейзі         | Тері Праєт     |
| Сиріл О'Рейлі      | Ед Келсо       |
| Кеті Бойєр         | Ліза Голланд   |
| Джордж Дьюї Воллес | Бертрам Мюллер |
| Кері Кеннелл       | Роксанн        |